# 2008年アンダーセン空軍基地B-2墜落事故
2008年アンダーセン空軍基地B-2墜落事故は、2008年2月23日にアメリカ合衆国のグアムで発生した航空事故である。
アンダーセン空軍基地から離陸した直後のノースロップ・グラマン B-2が滑走路上に墜落した。乗員2人は緊急脱出を行い無事だったが、機体は全損扱いとなり、B-2初の機体損失となった。推定損失は約14億USドルで、史上最も損失の大きい墜落事故となった。

## 事故の経緯

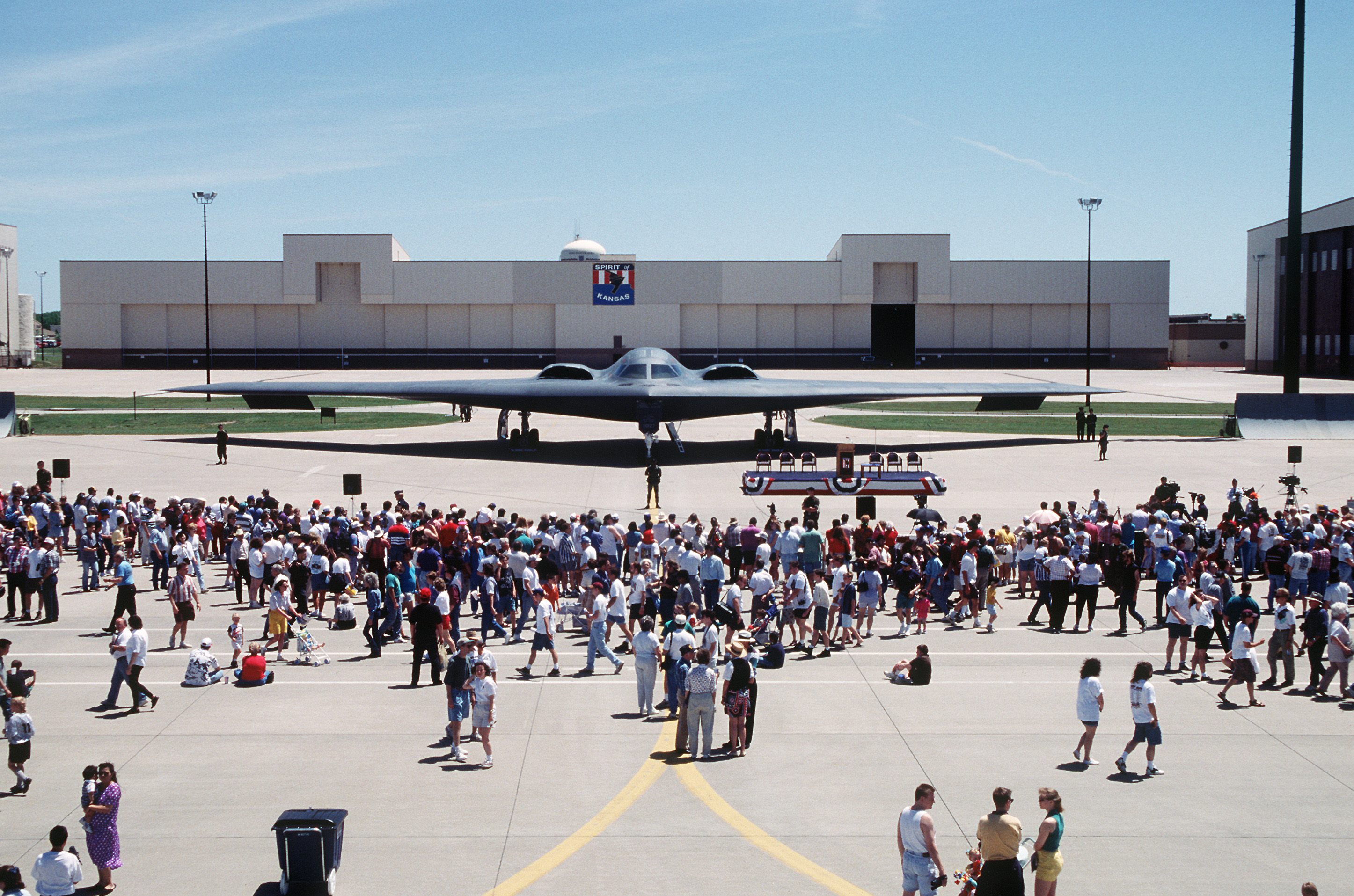
1995年5月に撮影された事故機

事故を起こしたノースロップ・グラマン B-2（89-0127）は、アメリカ空軍の第509爆撃航空団第393爆撃飛行隊に所属しており、総飛行時間は5,100時間ほどだった。
2人の乗員は機体を立て直そうとしたが、主翼が滑走路に接触したため、射出座席により緊急脱出した。2人は無事であったが、機体は墜落後に炎上し、全損となった。この事故による総損失は14億USドルと算出された。
エアフォース・タイムスによると、機体には軍需品などは積載されていなかった。空軍司令部の調査委員会によると、このB-2は太平洋空軍で4ヶ月の任務を終え、ミズーリ州のホワイトマン空軍基地へ戻るところだった。また、調査委員会は機体には機密文書が積載されていたと述べた。
2人の乗員はグアムの海軍病院へ搬送され、1人が背中に重傷を負い入院した。事故調査が完了するまで全機のB-2が飛行停止となった。また、事故機の直前に離陸した別のB-2はアンダーセン空軍基地に引き返した。これにより、第2爆撃航空団の第96爆撃飛行隊に所属する6機のボーイング B-52がB-2の代替機材として配備された。
第509爆撃航空団の司令官は、20機のB-2全てを一時的に飛行停止にし、事故調査を行った。司令官は、この処置を「safety pause」と言い、B-2の即時運用再開が求められた場合は飛行を再開すると述べた。B-2は2008年4月15日から運用を再開した。

## 事故調査
調査により、事故機は駐機されていた際に激しい雨に遭遇していたことが判明した。このときの雨は機体のセンサーに侵入し、内部で結露した。センサーから送信されるデータは対気速度や高度の計算に用いられるが、内部で水分が結露したために不正確なデータを送信した。そのため、コックピットのディスプレイには誤った対気速度と迎角が表示された。これにより、事故機はディスプレイの表示よりも12ノット (22 km/h)ほど遅い速度で離陸した。さらに離陸後、機体の飛行制御システムが自動的に機首を30度上げた。通常よりも遅い速度での離陸に加え、急激な機首上げが発生したため、対気速度は回復不能なまで低下した。左主翼を滑走路に接触させながら機体は滑走路上に墜落し、炎上した。

## 映像化
- メーデー!:航空機事故の真実と真相 第20シーズン第3話「Stealth Bomber Down」